# Arga-Muora-Sisse-Insel
Die Arga-Muora-Sisse-Insel (russisch Остров Арга-Муора-Сисе, Ostrow Arga-Muora-Sisse; kurz Arga) liegt im nordostsibirischen Lenadelta und ist mit ca. 6400 (nach anderen Angaben 7000) km² nach dem Nildelta die zweitgrößte Deltainsel eines einzelnen Flusses der Erde. Sie gehört zur russischen Region Sacha und liegt in der Laptewsee.
Die Insel bildet den Großteil des sogenannten Argakomplexes im westlichen Lenadelta. Der gesamte Komplex besteht ausschließlich aus bis zu 60 Meter dicken Sandablagerungen der Lena mit geringen Eiskomplexsedimedimenten; durchzogen von steil stehenden Eisbändern. Daher sind die Inseln des Komplexes sehr flach und sandig; ihre Geologie unterscheidet sie vom Rest der Deltainseln. Die Herkunft der puren Sandsedimente, aus denen die Insel besteht (zweite Terrasse), ist noch nicht abschließend geklärt. Arga-Muora-Sisse ist zudem von vielen hundert orientierten Thermokarstseen bedeckt. Durch äolische Sedimentation und Erosion ändert sie ständig ihre Oberfläche und Form. Das meergewandte Ufer ist von zahlreichen Buchten gekennzeichnet. Die Höhe der Insel beträgt sieben Meter.
Arga-Muora-Sisse liegt vollständig im Naturreservat Ust-Lenski-Sapowednik, es macht etwa zwei Drittel dessen Fläche aus. Größere umliegende Inseln heißen Dunai, Sanga-Tongoloch-Aryta, Sijen-Aryta, Chardyrgastach, Deppjurijes-Sisse, Siyen-Aryta; die Chardang-Sisse-Insel befindet sich im Süden. Namen von größeren Karstseen auf der Insel sind Ulachan-Chargy, Mischka, Nrckchach, Arangastach und Nikolai, der größte See des Lenadeltas. Hier wurden bis 2002 ausführliche geologische Untersuchungen durchgeführt.